# قاضی نذرالاسلام (بازیکن فوتبال)
قاضی نذرالاسلام (بنگالی: কাজী নজরুল ইসলাম؛ زادهٔ ۱۶ اکتبر ۱۹۷۸) بازیکن فوتبال اهل بنگلادش بود.
وی همچنین در تیم‌های ملی فوتبال زیر ۲۳ سال بنگلادش، و بنگلادش بازی کرده است.
وی در مسابقات کشوری و بین‌المللی در مجموع برندهٔ ۱ مدال طلا شده است.